# عمر أندريس رودريغيز
عمر أندريس رودريغيز (بالإسبانية: Omar Andrés Rodríguez)‏ (4 مارس 1981 ببوغوتا، كولومبيا - ) هو لاعب كرة قدم كولومبي في مركز الوسط. لعب مع أونس كالداس وديبورتيفو باستو ونادي ميلوناريوس ونادي مدينة بونه لكرة القدم ونادي أوكاس وAcademia F.C. ‏.

## وصلات خارجية
- عمر أندريس رودريغيز على موقع قاعدة بيانات كرة القدم.إي يو (الإنجليزية)